# Versenyegérformák
A versenyegérformák (Gerbillinae) az emlősök (Mammalia) osztályának a rágcsálók (Rodentia) rendjébe, ezen belül az egérfélék (Muridae) családjába tartozó alcsalád.

## Előfordulásuk
A versenyegérformák Dél- és Kelet-Afrika sivatagaiban és félsivatagaiban, síkságain és szavannáin, illetve Délnyugat-Ázsiában találhatók meg.

## Megjelenésük
E fajok hossza legfeljebb 20 centiméter, farokhossza 16-22 centiméter között és testtömege 20-220 gramm. A bunda színe halványbarna, homok-sárga vagy feketés árnyalatú lehet.

## Életmódjuk
Éjjeli és társas állatok. Táplálékuk magvak, növények szára, levelek, gyümölcsök és gumók. A szabad természetben valószínűleg 1-2 évig élnek.

## Szaporodásuk
Az ivarérettséget 2-6 hónapos korban érik el. Fajonként eltérően évente egyszer vagy többször fialnak. A vemhesség 19-30 napig tart, ennek végén 1-18 kölyök születik. Az elválasztás 30 nap múlva történik meg.

## Rendszerezés
Az alcsaládba 5 nemzetség, 16 nem és 103 faj tartozik:
- Ammodillini - 1 nem
  - Ammodillus Thomas, 1904 - 1 faj
    - Ammodillus imbellis de Winton, 1898

- Desmodilliscini - 2 nem
  - Desmodilliscus Wettstein, 1916 - 1 faj
    - Desmodilliscus braueri Wettstein, 1916

  - Pachyuromys Lataste, 1880 - 1 faj
    - zsírosfarkú futóegér (Pachyuromys duprasi) Lataste, 1880

- Gerbillini - 8 nem
  - Gerbillina - alnemzetség
    - Dipodillus Lataste, 1881 - 13 faj
    - Gerbillus Desmarest, 1804 - 38 faj
    - Microdillus Thomas, 1910 - 1 faj
      - Microdillus peeli de Winton, 1898

  - Rhombomyina - alnemzetség
    - Brachiones Thomas, 1925 - 1 faj
      - Przewalski-versenyegér (Brachiones przewalskii) Büchner, 1889

    - Meriones Illiger, 1811 - 17 faj
    - Psammomys Cretzschmar, 1828 - 2 faj
    - Rhombomys Wagner, 1841 - 1 faj
      - óriás versenyegér (Rhombomys opimus) Lichtenstein, 1823

  - Incertae sedis
    - Sekeetamys Ellerman, 1947 - 1 faj
      - bozontosfarkú versenyegér (Sekeetamys calurus) Thomas, 1892

- Gerbillurini - 4 nem
  - Desmodillus Thomas & Schwann, 1904 - 1 faj
    - rövidfülű versenyegér (Desmodillus auricularis) Smith, 1834

  - Gerbilliscus Thomas, 1897 - 11 faj
  - Gerbillurus Shortridge, 1942 - 4 faj
  - Tatera Lataste, 1882 - 1 faj
    - csupasztalpú futóegér (Tatera indica) Hardwicke, 1807

- Taterillini - 1 nem
  - Taterillus Thomas, 1910 - 9 faj

## Képek

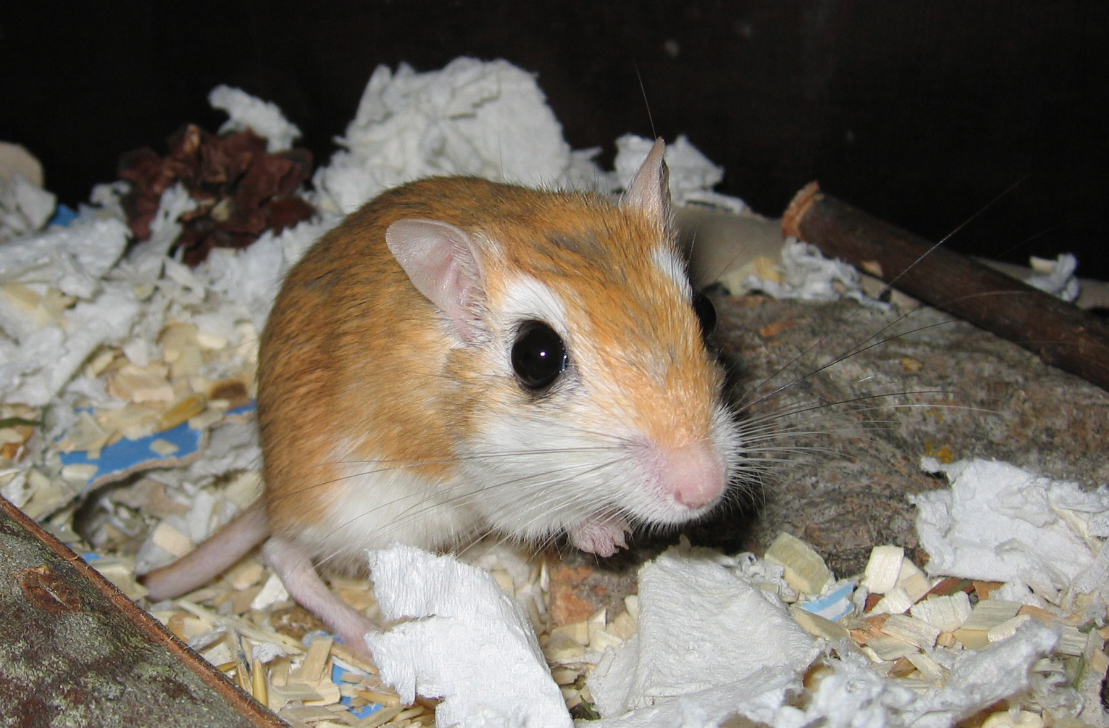
Gerbillus perpallidus
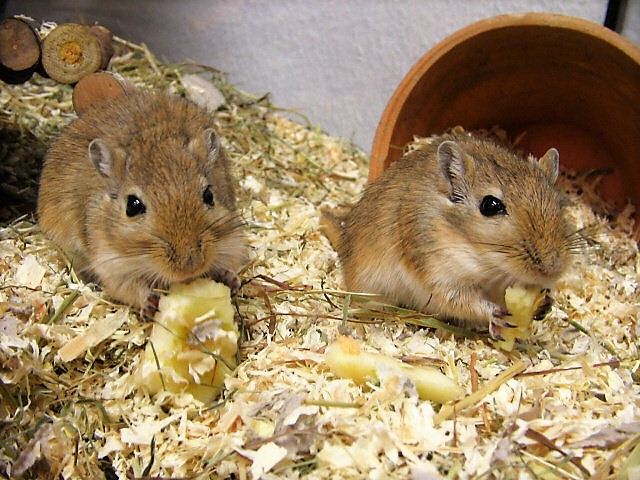
Két mongol futóegér (Meriones unguiculatus)
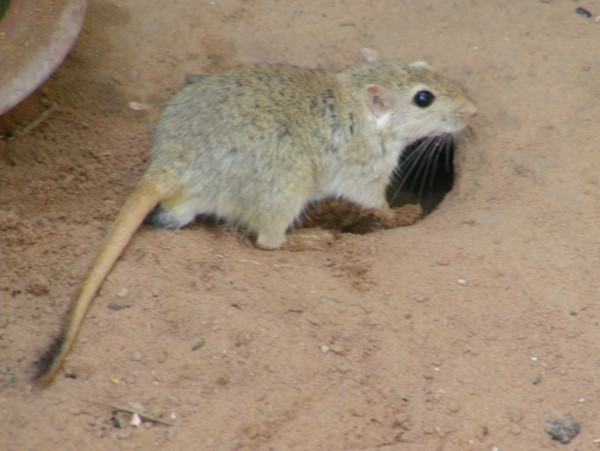
Meriones hurrianae
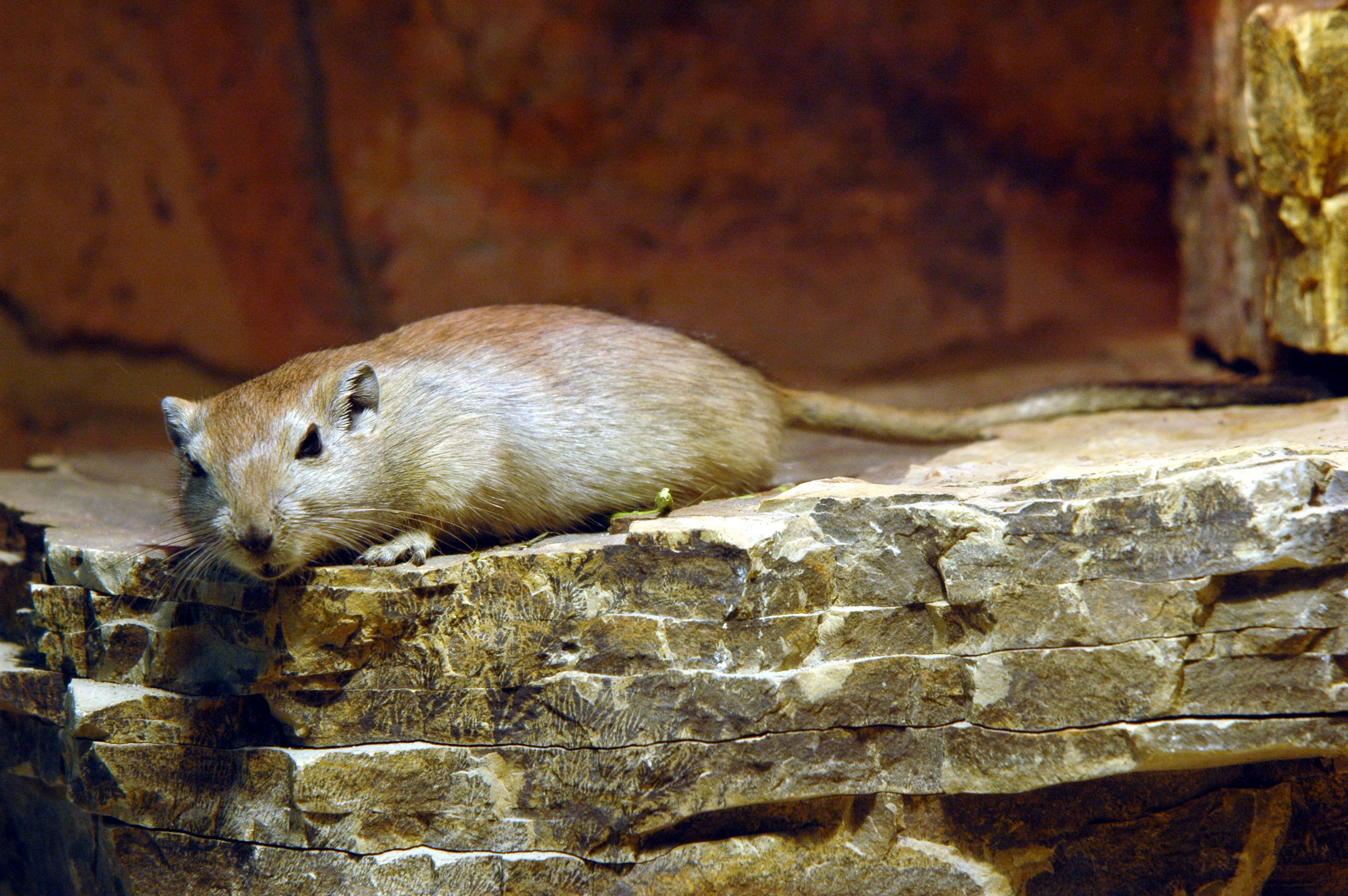
Psammomys obesus